# Афганістан на літніх Олімпійських іграх 1936
Афганістан брав участь в літніх Олімпійських іграх 1936 року в Берліні (Німеччина) вперше за свою історію, але не завоював жодної медалі.

## Результати за видами

### Легка атлетика
Чоловіки
| Атлет        | Подія | Забіг     | Забіг | Чвертьфінал | Чвертьфінал | Півфінал   | Півфінал   | Фінал      | Фінал      |
| Атлет        | Подія | Результат | Місце | Результат   | Місце       | Результат  | Місце      | Результат  | Місце      |
| ------------ | ----- | --------- | ----- | ----------- | ----------- | ---------- | ---------- | ---------- | ---------- |
| Мохаммед Хан | 100 м | НД        | 6     | Не пройшов  | Не пройшов  | Не пройшов | Не пройшов | Не пройшов | Не пройшов |

| Атлет        | Подія             | Кваліфікація | Кваліфікація | Фінал      | Фінал      |
| Атлет        | Подія             | Результат    | Місце        | Результат  | Місце      |
| ------------ | ----------------- | ------------ | ------------ | ---------- | ---------- |
| Мохаммед Хан | Стрибки в довжину | НД           | —            | Не пройшов | Не пройшов |
| Абдул Рахім  | Штовхання ядра    | НД           | —            | Не пройшов | Не пройшов |

- Мохаммед Хан  — не кваліфікувався до фінальної частини, не зумів показати потрібний для кваліфікації результат - 7.15 м
- Абдул Рахім  — не кваліфікувався до фінальної частини, не зумів показати потрібний для кваліфікації результат - 14.50 м

Офіційний звіт показує, що один з цих двох спортсменів був також членом команди з хокею на траві, проте неясно, хто саме з них.

### Хокей на траві
Чоловічий турнір
Команда складалася з 18 гравців (з яких тільки відомо імена цих дванадцяти гравців, що зіграли принаймні один матч на турнірі).
- Саїд Алі Атта
- Саїд Алі Бабачі
- Шазада Асиф
- Джамалуддін Аффенді
- Саїд Аюб
- Сардар Вахід
- Шазада Захір
- Шазада Малук
- Шазада Султан
- Мохаммед Фарук
- Фазал Хусейн
- Шах Шазада Шуджа
  - 6:6 проти  Данії і 1:4 проти  Німеччини (вибула після групового етапу, посівши друге місце в групі B)